# Canteria apophysata
Canteria apophysata är en svampart som först beskrevs av Canter, och fick sitt nu gällande namn av Karling 1971. Canteria apophysata ingår i släktet Canteria och familjen Endochytriaceae.   Inga underarter finns listade i Catalogue of Life.